# Pascal Pelletier (auteur de bandes dessinées)
 (mai 2024).
 (mai 2021).
Si vous disposez d'ouvrages ou d'articles de référence ou si vous connaissez des sites web de qualité traitant du thème abordé ici, merci de compléter l'article en donnant les références utiles à sa vérifiabilité et en les liant à la section « Notes et références ».
Pour les articles homonymes, voir Pascal Pelletier et Pelletier (homonymie).
Pascal Pelletier, alias Le Vicomte, est un auteur de bandes dessinées français né le 3 octobre 1976 à Châteaudun. Il est principalement connu pour sa saga du Coq Gaulois chez A&H éditions.

## Carrière militaire
Appelé en 1995, Pascal Pelletier effectue son service militaire au 9e régiment de chasseur parachutiste, à Pamiers. Son contrat de « volontaire service long », lui permet d’aller servir à la Réunion, terre natale de sa mère, et en Guyane (1996). Cette expérience l’amène à s’engager en mars 1999. Ce sera le régiment de marche du Tchad (RMT) au sein duquel il occupera diverses fonctions pendant 11 ans : garde magasin d’armes, conducteur d’autorités, combattant d’infanterie, pilote d’engin blindée, photographe… Avec son régiment, il effectuera plusieurs missions successivement en Bulgarie en 1999, Kosovo en 2000, Guyane 2001, Tchad 2001-2002, Sénégal 2003, Kosovo 2004, Côte d'Ivoire 2005-2006 et 2007 et Afghanistan 2008.
En 2010, il est muté à Paris au SIRPA Terre en tant qu’infographiste et opérateur audiovisuel. Photos, montage de reportages, maquette de publications complèteront le bagage de communicant de Pascal durant 4 ans. Il profite de la suppression de son poste en 2014 pour changer de spécialité et intègre les services de recrutement.

### Distinctions
- Croix du combattant
- Médaille d'Outre-Mer
- Médaille de reconnaissance de la Nation
- Médaille de la Défense nationale, échelon or
- Médaille de l'OTAN ISAF (OTAN).
- Médaille de l'OTAN Kosovo (OTAN).
- Médaille commémorative française.
- Médaille de l'OTAN Kosovo - non-article 5

### Distinctions civil
- étoile européenne du dévouement civil et militaire

### Brevet
- Brevet militaire parachutiste

## Auteur de bande dessinée
En 2011, à la demande du RMT, réalisation de sa première bande dessinée: Les marsouins de Leclerc. En 2012, il fonde Galaxie Comics studios, une association d’autoédition. Il réalise dès 2013, une série consacrée à des super-héros intitulée le Coq Gaulois vendue d'abord en numéros périodiques puis en albums dont le premier intitulé Le premier patriote parait en 2013 chez Galaxie Comics. En janvier 2015, toujours chez le même éditeur, l'intégrale (Le Coq Gaulois T1 - Le journal de guerre du Super-Patriote -Intégrale) parait dans une édition de luxe.
En 2019, les éditions A&H en la personne de Laurent André, écrivain et éditeur, lui proposent de se consacrer au dessin d'une BD consacrée au Groupe d’intervention de la gendarmerie national qui s'intitulera GIGN la BD. Le premier tome intitulé Le devoir d'agir, scénarisé par Jean-Luc Calyel, ancien chef de groupe opérationnel du GIGN, sort en septembre 2019,. La même année, il est nommé Directeur de publication chez A&H qui réédite également Le Coq Gaulois. En 2020, en pleine période de confinement lié à la pandémie de COVID 19, il signe deux contrats BD: le premier avec Jean Claude Bourret pour un album sur les OVNIS, intitulé OVNI la BD, qui paraîtra en 2021, et un second sur les Navy Seals pour un récit qui retracera la traque de Ben Laden par la Team Six. En 2021, il publie aux éditions A&H le troisième volet de GIGN la BD|GIGN la BD : Origines, qui revient sur la prise d'otage de Loyada. En 2022, toujours en collaboration avec Laurent André et les autorités de l'armée israélienne, il retrace en bande dessinée le raid d'Entebbe survenue en 1976, 5 mois après l'intervention du GIGN à Djibouti.

## Ouvrages

### Bandes dessinée
- Les marsouins de Leclerc - de koufra à Kaboul, Galaxie comics studios, 2011.  (ISBN 978-2-9537749-0-0)
- Le Coq Gaulois - le premier patriote (essai), Galaxie comics studios, 2013.  (ISBN 979-1-0908932-0-7)
- Star Crusade - les chroniques de Rob Wilder, Galaxie comics studios, 2018.  (ISBN 979-10-90893-55-9)
- GIGN La BD - avec Jean-Luc Calyel, A&H éditions, 2019.  (ISBN 979-10-95857-49-5)
- Le Coq Gaulois - tome 1 - L'anthologie, A&H éditions, 2019.  (ISBN 979-10-95857-17-4)
- Le Coq Gaulois - tome 2 - Le premier patriote - New edition, A&H éditions, 2020.  (ISBN 979-10-95857-71-6)
- OVNI, la BD tome 1: Révélation d'un secret, avec Jean-Claude Bourret, éditions A&H, 2021  (ISBN 979-10-95857-80-8)
- Carnet de missions, éditions A&H, ANOPEX & Bleuet de France, 2021 - Préface du général de corps d'armée Frédéric Hingray  (ISBN 979-10-95857-86-0)
- Méfie toi d'une femme qui lit, éditions Daviken, collectif, 2021  (ISBN 978-24-92707-00-1)
- GIGN La BD - T3 - Origines - avec Laurent André, A&H éditions, 2021.  (ISBN 979-10-95857-87-7)
- Archives artiste - Les chroniques de Beck Pritchard - Art book 2022 - A&H éditions 2023  (ISBN 979-10-95857-85-3)
- Entebbe - opération Yonathan - avec Laurent André - A&H éditions 2022  (ISBN 979-10-95857-98-3)
- GIGN la BD - T4 - MARIGNANE - éditions collector - avec Laurent André - A&H éditions 2023  (ISBN 979-10-95857-99-0)
- GIGN la BD - T4 - MARIGNANE - éditions classique - avec Laurent André - A&H éditions 2023  (ISBN 978-2-493593-06-1)
- Le Coq Gaulois - Extraction en Haut-Karabagh -Ep 01/10 - A&H éditions 2023  (ISBN 978-2-493593-07-8)
- Le Coq Gaulois - Cash to Catch -Ep 02/10 - A&H éditions 2023  (ISBN 978-2-493593-12-2)
- Alison la polissonne - A&H éditions 2023  (ISBN 978-2-493593-17-7)
- ARTist ARTbook - A&H éditions 2023  (ISBN 978-2-493593-15-3)
- OVNI, la BD tome 2: Le crash de Roswell - l'histoire inédite, avec Laurent André, éditions A&H, 2024  (ISBN 978-2-493593-11-5)
- Le Coq Gaulois - Invasion France -Ep 03/10 - A&H éditions 2024  (ISBN 9782493593214)
- The 7th Section - Illusion - Ep 01 - Le Vicomte 2024  (ISBN 9791090893726)
- GIGN la BD - T5 - FURIOUS GO FAST - avec Laurent André - A&H éditions 2025  (ISBN 978-2493593191)
- Le Coq Gaulois - Premier sang - Ep 01- cycle aventures - Le Vicomte 2025  (ISBN 979-1090893733)

### Romans
- Poulets aux sangs, Éditions Galaxie comics studios, 2018.  (ISBN 979-1-0908935-8-0)

### Illustrations

#### Roman
- - RENÉ GUÉNON, roman de Claude GRELLET  (ISBN 979-10-95857-82-2)
  - LA CHUTE, roman de Alain MILA  (ISBN 979-10-95857-89-1)
  - Esprit de cordée, roman de Alain MILA  (ISBN 979-10-95857-81-5)
  - LES OUBLIÉS DE LOYADA, roman de Paul VITANI  (ISBN 979-10-95857-88-4)
  - JOYEUX DÉSORDRE, roman de Guillaume LEFRANC  (ISBN 979-10-95857-78-5)
  - RICOCHETS, roman de Christian SAUVAGE  (ISBN 979-10-95857-62-4)
  - WESS FAIRY, roman de Laëwen Calann  (ISBN 979-10-95857-95-2)[13]
  - ROUSTES EN BIGORRE, roman de Alain MILA  (ISBN 978-2-493593-00-9)[14]
  - LA CONFRÉRIE 2.0, roman de Édouard PESCHARD  (ISBN 979-10-95857-92-1)[15]
  - Les Gendarmes sous l'occupation, NICOLAS NURDIN - Préface du Général Eric LANGLOIS  (ISBN 978-2-493593-02-3)
  - Jusqu'à la Victoire, de FLORIAN BOUZIANI  (ISBN 979-10-95857-91-4)
  - Les OVNIS voyagent dans le temps de JEAN-CLAUDE BOURRET & PATRICK MARQUET - Guy Trédaniel éditeur   (ISBN 978-2-8132-2984-7)
  - La Cinq, l'histoire secrète JEAN-CLAUDE BOURRET & BERANGERE DANIGO - Guy Trédaniel éditeur   (ISBN 978-2-8132-3042-3)

#### Presse
- 2011: Illustrations pour le magazine Terre information magazine de  mai 2011 illustration du dossier «DOSSIER LA JUDICIARISATION: Citoyen avant d’être soldat».
- 2011: Illustrations pour le magazine Manière de voir Le Monde diplomatique de décembre 2012[16] (illustration d'articles).

## Récompenses
En 2019, la bande dessinée GIGN la BD reçoit le prix de la BD lors du premier salon du livre de Rambouillet.

## Sources
- Super-héros français - Une anthologie de Xavier Fournier, Huginn & Muninn, 2015.  (ISBN 978-2-3648034-1-1)
- Pascal Pelletier, site Opale BD
- Inédit : La première bande dessinée sur le GIGN est éditée à Verneuil-sur-Avre, Actu.fr, 12 octobre 2019.